# Ambasada Austrii przy Stolicy Apostolskiej
Ambasada Republiki Austrii przy Stolicy Apostolskiej (niem. Österreichische Botschaft beim Heiligen Stuhl) – misja dyplomatyczna Republiki Austrii przy Stolicy Apostolskiej. Ambasada mieści się w Rzymie.
Ambasador Austrii przy Stolicy Apostolskiej akredytowany jest również przy Zakonie Kawalerów Maltańskich i w Republice San Marino.

## Historia
Od XVI do XIX w. oprócz świeckich ambasadorów w Rzymie Austria posiadała reprezentujących jej interesy wobec papieża dwóch kardynałów-protektorów (jeden dla Austrii, drugi dla Rzeszy Niemieckiej - w praktyce od 1682 oba stanowiska były połączone faktyczną unią personalną), którzy w imieniu cesarza Austrii mogli nawet wpływać na przebieg konklawe zgłaszając ekskluzywę (choć mógł ją zgłosić również kardynał niebędący protektorem). Prawo to cesarze użyli trzykrotnie: w 1721, w 1823 i ostatni raz w imieniu Franciszka Józefa I przez biskupa krakowskiego kard. Jana Duklana Puzynę w 1903.